# Rollò con würstel
Il rollò con würstel è un pezzo di tavola calda, tipico della rosticceria palermitana. Consiste in un involucro di pasta simile a quella della brioche, che viene avvolta attorno ad un würstel.

## Preparazione
Si prepara la pasta brioche impastando la farina con acqua, lievito, strutto e un po' di zucchero; si divide l'impasto in palline, che si lasciano lievitare. Si modella ogni pallina dandogli la forma di un cilindretto, che si avvolge a spirale attorno a ciascun würstel. Si spennellano i rollò con un uovo sbattuto, si spolverano con semi di sesamo e si cuociono al forno. 